# 學部 (清朝)
學部是清政府於1905年（光緒三十一年）設立的中央機構，總管教育事務。

## 沿革
光緒二十二年（1896年），置管理官書局大臣。光緒二十七年（1901年），更命尚書張百熙充任管學大臣，管理大學堂事。光緒二十九年（1903年），改學務大臣。光緒三十一年（1905年），始設學部，置尚書，侍郎，左、右丞，參議，各一人；五司郎中各一人，員外郎十有二人，主事十有五人，視學官無定額。定正五品。派司員暫充。明年，命大學士張之洞領部事。宣統元年（1909年），改視學官為差，增郎中五人、員外郎四人、主事三人。宣統三年（1911年），改尚書為大臣，侍郎為副大臣。

## 编制
学部设学务大臣、副大臣，各一人。左、右丞，左、右参议，各一人。参事厅参事四人。司务厅司务二人。总务、专门、普通、实业、会计五司，郎中各二人，员外郎十五人（总务五人，普通四人，其馀各二人）主事十八人（总务、普通各六人，其馀各二人）一等书记官（正七品。奏补）十一人，二等（正八品）十七人，三等（正九品）十五人。（二、三等俱咨补）

## 职能
学务大臣掌劝学育材，稽颁各学校政令，以迪民智。副大臣贰之。
- 总务司：掌机要文移，审覈图书典籍。
- 专门司：掌大学及高等学校，政艺专业，咸综领之。
- 普通司：掌师范、中、小学校，各以其法定规稽督课业。
- 实业司：掌农工商学校，并审覈各省实业，为民兴利。
- 会计司：掌支计出入，典领器物，及教育恩给。

兼辖者有：八旗学务处总理，协理，督学，调查图书各局长，局员，编订名词馆总纂，图书馆正副监督以次各员。这些官员均择人任使，不设专官。

## 歷任學部負責人
學部尚書
- 榮慶（1905年12月6日（光緒三十一年十一月十日）—1910年4月1日（宣統二年二月廿二日））
- 唐景崇（1910年4月1日（宣統二年二月廿二日）—1911年5月8日（宣統三年四月十日））

學務大臣
- 唐景崇（1911年5月8日（宣統三年四月十日）—1912年2月12日（宣統三年十二月廿五日））

## 建筑
清学部衙门设在今北京市西城区教育街1、3号。学部于光绪三十一年（1905年）在原敬谨亲王府旧址（当时为奉恩镇国公全荣府）设立。中华民国成立后，学部改为教育部，此处改为教育部址。1912年，鲁迅曾在教育部社会教育司任佥事兼第一科科长。1928年，国民政府教育部南迁后，教育街1号改为国民党北平市党部，1935年又在此成立北平市立第二女子中学，该校1939年迁至地安门外，几经辗转后现为东直门中学。
清学部的建筑主要集中在今教育街1号，现使用单位为外事职高实习饭店。
1989年，该建筑被列为西城区文物保护单位。2011年，被列为北京市文物保护单位。